# Millard Meiss
Millard Lazare Meiss (* 25. März 1904 in Cincinnati, Ohio; † 12. Juni 1975 in Princeton) war ein US-amerikanischer führender Kunsthistoriker der Stilepochen des späten Mittelalters und der italienischen Frührenaissance.

## Leben
Die Eltern von Millard Meiss waren Leon Meiss und dessen Frau Clara, geb. Loewenstein. An der Princeton University studierte er Architektur; das Studium schloss er 1926 mit dem B. A. (Bachelor of Arts) ab. Nach dem Studium arbeitete er zwei Jahre lang als Bauleiter in New York. 1928 begann er das Studium der Kunstgeschichte an der Harvard University. Im selben Jahr heiratete er Margaret Louchheim, die später als Psychotherapeutin arbeitete. Er wechselte dann an die New York University, wo er sein Studium über mittelalterliche und  Renaissancemalerei vertiefte. Seine Abschlussarbeit, die er bei Walter Friedlaender verfasste, wurde als sein erster Aufsatz im Art Bulletin 1931 veröffentlicht. Seine Doktorarbeit über Francesco Traini schrieb er bei Richard Offner 1933. Danach arbeitete er als Hochschullehrer an der New York University; 1934 nahm er eine Stelle an der Columbia University an. Von 1940 bis 1942 fungierte er als Herausgeber des Art Bulletin, später wurde er Kurator am Museum of Modern Art in New York. 1951 veröffentlichte er sein erstes Buch, „Painting in Florence and Siena after the Black Death“. 1953 wurde er als Professor für Kunstgeschichte nach Harvard berufen. 1954 wurde er in die American Academy of Arts and Sciences und 1963 in die American Philosophical Society gewählt. 1958 verließ er Harvard, um in Princeton am Institute for Advanced Study zu lehren. 1966, bei der Überschwemmung des Arno in Florenz organisierte er eine Expertenkommission zur Rettung der gefährdeten und beschädigten Kunstschätze. 1973 wurde er zum korrespondierenden Mitglied der British Academy gewählt. 1974 wurde bei ihm eine unheilbare Krankheit diagnostiziert. Er starb 1975 in Princeton.

## Veröffentlichungen (Auswahl)
- Ugolino Lorenzetti (Master Thesis), 1931, Art Bulletin New York.
- The Problem of Francesco Traini (Dissertation), 1933, Art Bulletin New York.
- Italian style in Catalonia and a fourtheenth century catalan workshop, 1941.
- Painting in Florence and Siena after the Black Death, 1951, Princeton University Press.
- French Painting in the Time of Jean de Berry. The late fourtennth Century and the Patronage of the Duke, New York 1967.
- mit Jean Longnon: The »Très riches heures« of Jean, Duke of Berry. New York 1969.
- French Painting in the Time of Jean de Berry. The Limbourgs and their Contemporaries, New York 1974.